# Vela nos Jogos Olímpicos de Verão de 1920 - 40 m²
As provas da classe Cruzador de escolho 40 m² da vela nos Jogos Olímpicos de Verão de 1920 estavam previstas para ocorrer entre 7 e 10 de julho daquele ano em Oostende, na Bélgica. Quatro corridas foram programadas em cada tipo. No total, oito velejadores, em dois barcos, de uma nação inscrita competiram.

## Calendário
| ● | Competições desportivas | ● | Finais |

| Data                      | Julho | Julho | Julho | Julho  |
| Data                      | 7 Qua | 8 Qui | 9 Sex | 10 Sáb |
| ------------------------- | ----- | ----- | ----- | ------ |
| Cruzador de escolho 40 m² | ●     | ●     | ●     | ●      |
| Total de medalhas de ouro |       |       |       | 1      |

## Configuração do curso
O percurso na figura a seguir foi usado durante as regatas olímpicas da classe Cruzador de escolho 40 m² de 1920:

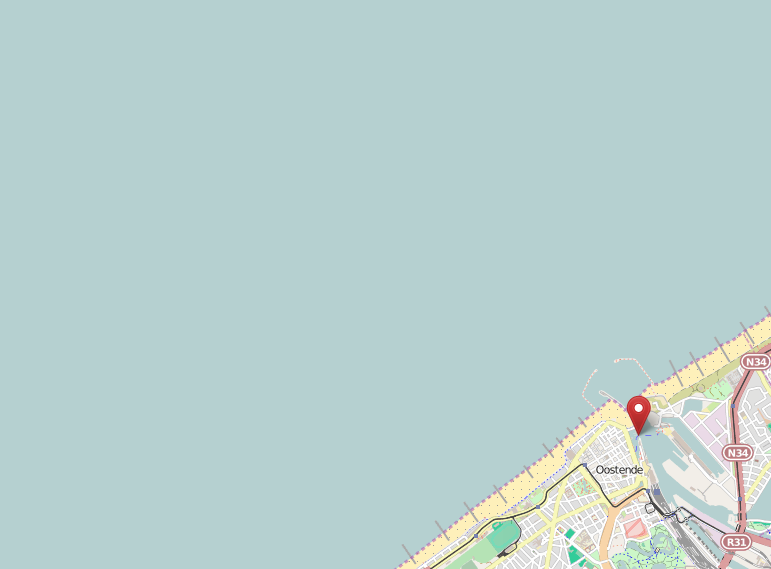
Área do curso

## Medalhistas
O grupo sueco Tore Holm, Yngve Holm, Axel Rydin e Georg Tengwall superou as adversidades da competição e conquistou a medalha de ouro. Já a prata ficou com os também suecos Gustaf Svensson, Percy Almstedt, Erik Mellbin e Ragnar Svensson.
|  | SWE Suécia                                     |  | SWE Suécia                                                  |  |        |
|  | Tore Holm Yngve Holm Axel Rydin Georg Tengwall |  | Gustaf Svensson Percy Almstedt Erik Mellbin Ragnar Svensson |  | nenhum |

## Resultados

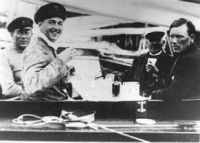
Tripulação campeã da classe.

Estes foram os resultados da competição:
| Pos.             | Tripulação                                                  | Iot            | Regata I | Regata I | Regata II | Regata II | Regata III | Regata III | Final |
| Pos.             | Tripulação                                                  | Iot            | Pos.     | Pontos   | Pos.      | Pontos    | Pos.       | Pontos     | Total |
| ---------------- | ----------------------------------------------------------- | -------------- | -------- | -------- | --------- | --------- | ---------- | ---------- | ----- |
| Medalha de ouro  | Tore Holm Yngve Holm Axel Rydin Georg Tengwall              | Suécia · Sif   | 1        | 1        | 2         | 1         | 1          | 1          | 4     |
| Medalha de prata | Gustaf Svensson Percy Almstedt Erik Mellbin Ragnar Svensson | Suécia · Elsie | 2        | 2        | 1         | 1         | 2          | 2          | 5     |